# 佐倉藩
佐倉藩（日语：／ Sakura han */?）曾是位於日本下總國印旛郡佐倉的一個藩，藩廳位於佐倉城，石高最高為11萬。

## 簡介
在江戶時代初期，曾經是多名藩主入替，大多數是被罷免、失勢人士所用。最初的藩主是德川家康四男武田信吉。1602年由家康五男松平忠輝管治。相隔一年由小笠原吉次，然後是土井利勝，在土井管治23年，獲幕府重視，加封至11萬4千石。其後利勝轉藩至古河藩，由石川忠總繼任。經過多次領地調整後，直到江戶時代中後期才由堀田氏管領。
在堀田正睦時代鼓勵學習蘭學。招攬醫師佐藤泰然來到佐倉藩開辦順天堂。在培里來臨日本後，處理外國事務，直到井伊直弼就任大老時為其罷免。

## 歷任藩主

### 武田（德川）家
親藩 4万石
1. 信吉

### 松平家
親藩 5万石
1. 忠輝

### 小笠原家
譜代 2万2千石
1. 吉次

### 土井家
譜代 3万2千石→14万2千石
1. 利勝

### 石川家
譜代 7万石
1. 忠總

### 松平（形原）家
譜代 4万石
1. 家信
2. 康信

### 堀田家
譜代 11万石
1. 正盛
2. 正信

### 松平（大給）家
譜代 6万石
1. 乗久

### 大久保家
譜代 8万3千石→9万3千石
1. 忠朝

### 戶田家
譜代 6万1千石→7万1千石
1. 忠昌
2. 忠真

### 稻葉家
譜代 10万2千石
1. 正往
2. 正知

### 松平（大給）家
譜代 6万石
1. 乗邑
2. 乗佑

### 堀田家
譜代 10万石→11万石
1. 正亮
2. 正順
3. 正時
4. 正愛
5. 正睦
6. 正倫